# Сирийци
Сири́йците са етническа група, основно население на Сирия. Броят им в страната е около 18 милиона, а сирийците и хората със сирийски произход извън страната, главно в Америка и Европа, са около 15 милиона души. Говорят арабски език, а повечето са мюсюлмани или християни. Етническата идентичност на сирийците се формира след разпадането на Османската империя, когато страната е под френско управление, но и в наши дни се наблюдава разделение между традиционните племенни общности..

## Племенно разделение
Сирийците все още запазват племенното разделение. Най-големите племена са руала, шамар, акейдат, валяд али, бени халед, мавали, хадедин, фадл и др. В източната част на Сирия живеят предимно бедуини. Този регион се нарича „страната на бедуините“, където все още се прилага обичайното бедуинско право.

## История
Дълго време от 16 век до 1918 г. Сирия е част от Османската империя, след което преминава към Франция като мандатен регион. В резултат на това събитие в Сирия се провеждат множество въстания и освободителни движения, които прерастват през 1925 – 1927 г. в национално въстание.
През 1943 г. Сирия получава суверенитет и става независима държава. Именно през този период населението на тази страна развива национална идентичност.

## Икономика
Една от основните дейности на сирийците е селското стопанство – те се занимават с промишленост, търговия, селско стопанство и занаяти. Развиват се традиционни занаяти като тъкачество, дърводелство, ковачество и бижутерия. Отглеждат се различни технически култури, зърнени, бобови, градински, градински и бостанени култури. Полуномадите се занимават с животновъдство. Населението на някои сирийски региони се занимава с развъждане на камили, главно номади в южната част на страната. Някои сирийци работят в промишления сектор.

## Култура
Към края на 70-те години градското и селското население на Сирия е разпределено наполовина – съответно 44% и 56%. Сирийските градове се характеризират с разделение на стара (с традиционни сгради и голям брой джамии) и нова част. В Сирия има много малки градове, жителите на които, подобно на жителите на покрайнините на големи търговски и индустриални центрове, се занимават с градинарство.
Селските селища са разделени на няколко типа. Във вътрешността на страната се срещат села, които представляват един комплекс от къщи. Има и села с разпръсната планировка, където къщите и дворовете са отдалечени едно от друго. Планинските села се отличават със стъпаловиден силует, къщите се издигат терасовидно.
В селските райони жилищата са много разнообразни. Най-често селските жилища са направени от глинени тухли, в планинските райони от камък, върху глинен или варов разтвор. Подът е кирпичен, върху него има огнище, димът от което излиза през дупка в покрива. Безлесният север на страната се характеризира с кирпичени къщи без прозорци с конусовиден покрив. Номадите живеят във вълнени палатки от общ арабски тип, полуномадите използват палатки като мобилни жилища.
Традиционната храна за сирийския селянин е овесена каша, приготвена от варено натрошено жито (бургул), плоски хлябове от ечемик или пшеница, козе мляко и различни видове зеленчуци. Млечните продукти, фурмите и месото заемат специално място в диетата на номадите и полуномадите. Християнските общности също отглеждат грозде, за да произвеждат арак – гроздова водка с анасон.
Различаването на носията в зависимост от населеното място се състои в цветовата гама и орнамента на гайтаните. В градовете традиционното облекло е излязло от употреба, но в провинцията е запазено.
Мъжете-селяни носят дълга, до петите шарена риза, наречена кунбаз, или къса риза с широки панталони, стеснени под коленете. Бедуините носят дълга широка риза, отворен кафтан, често украсен с плитка. Украшението за глава на селяните (както номади, така и заседнали), и по-рядко жителите на града, е кефия, като също се използва арафатка – бяла или карирана шапка, сгъната диагонално и закрепена с икал – дебел вълнен шнур с тъмни цветове. По правило укалът се увива около главата два пъти, богатите имат троен укал, изтъкан със златна нишка.
Женската традиционна носия се състои от харем, риза, пуловер или сако, изработени предимно от син памучен плат. Хиджабът служи като украшение за глава. Празничната женска носия е пъстра: включва многоцветни и бродирани рокли, пуловери, безръкавки, цилиндрични шапки и др. Гражданките в миналото винаги са покривали лицата си с черен воал. В градовете и сега може да се срещнат сирийци, облечени според мюсюлманския дрескод.